# Cuscuta costaricensis
Cuscuta costaricensis là một loài thực vật có hoa trong họ Bìm bìm. Loài này được Yunck. mô tả khoa học đầu tiên năm 1932.